# 下届叙利亚总统选举
叙利亚总统选举计划在2024年12月阿萨德政权倒台后的五年内进行。在此之前，叙利亚将由总统艾哈迈德·沙拉领导的伊斯兰主义过渡政府统治。

## 背景
2021年5月，巴沙尔·阿萨德领导的复兴党叙利亚举行了最后一次总统选举，阿萨德以超过95%的得票率以压倒性优势获胜。国际社会普遍认为此次选举是不合法的假选举，存在大量的选举舞弊现象。阿萨德最终未能完成他的任期，在叙利亚内战期间，以沙姆解放组织为首的叙利亚反对派再次发起攻势，导致阿萨德政府于2024年12月8日倒台。
2025年3月，艾哈迈德·沙拉批准了过渡时期的临时宪法，确立叙利亚为没有总理的总统制共和国。在预定的选举之前，叙利亚将处于五年的伊斯兰主义政府统治之下。

## 选举日期
阿萨德政权倒台后不久，叙利亚全国联盟主席哈迪·巴赫拉表示，需要18个月的过渡期，以建立“安全、中立和安静的环境”，为举行自由选举做准备，这正如联合国安理会第2254号决议所规定的那样。然而叙利亚新总统艾哈迈德·沙拉表示，选举至少需要四到五年才能举行，因为首先需要进行全面的人口普查和起草宪法，以重建选举基础设施。他估计这“可能需要两到三年的时间”。
在会见沙拉时，法国外交部长让-诺埃尔·巴罗和德国外交部长安娜萊娜·貝爾伯克敦促叙利亚新领导层避免无故拖延选举。